# توماس بارت
توماس بارت (انگلیسی: Thomas Barth؛ زادهٔ ۲۰ ژانویهٔ ۱۹۶۰) دوچرخه‌سوار اهل آلمان است. وی در بازی‌های المپیک تابستانی ۱۹۸۰ شرکت کرده است.